# سعوان (بني حشيش)

تعديل مصدري - تعديل

سعوان هي إحدى قرى عزلة سعوان بمديرية بني حشيش التابعة لمحافظة صنعاء، بلغ تعداد سكانها 1360 نسمة حسب تعداد اليمن لعام 2004.